# Embalse de la Viñuela

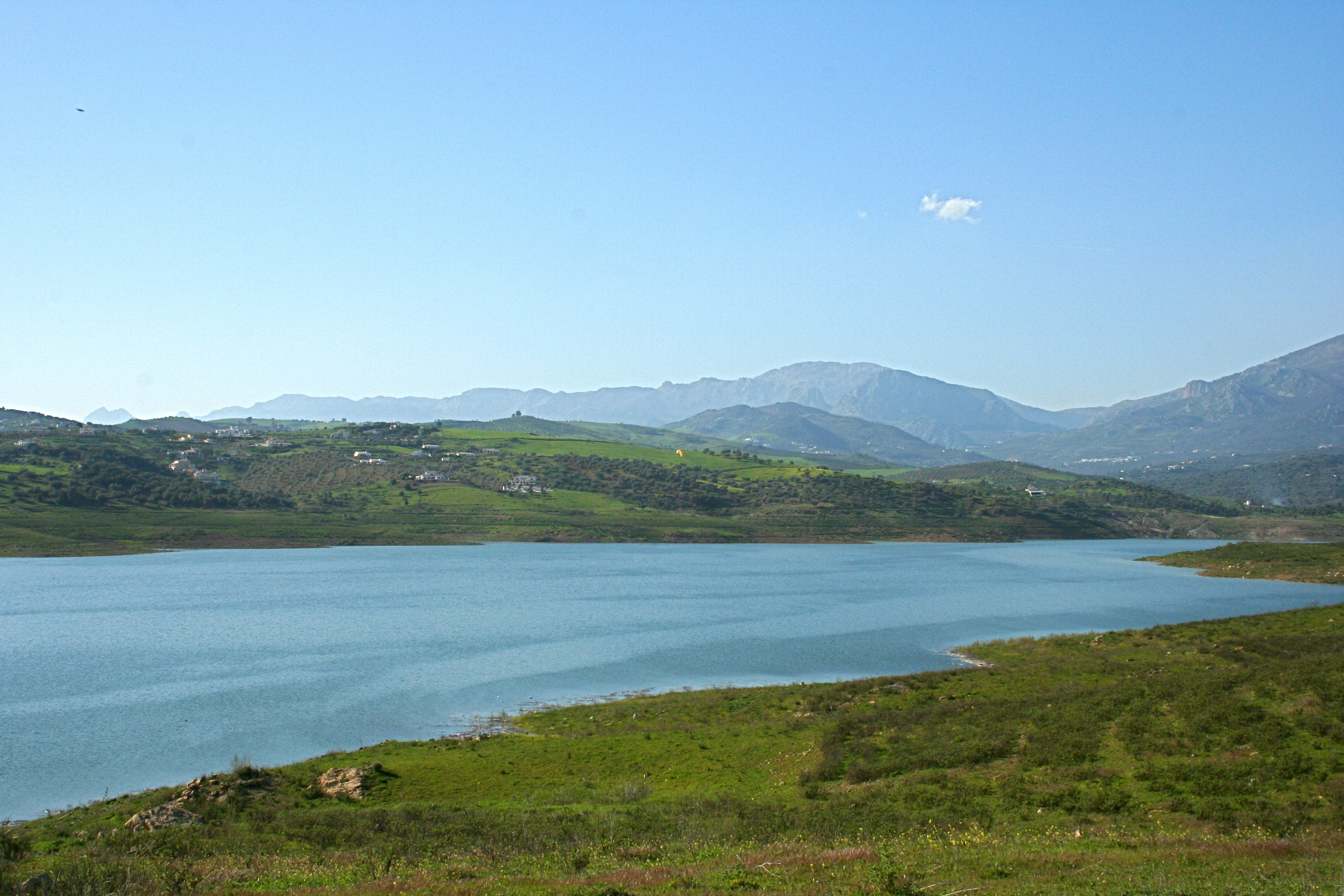
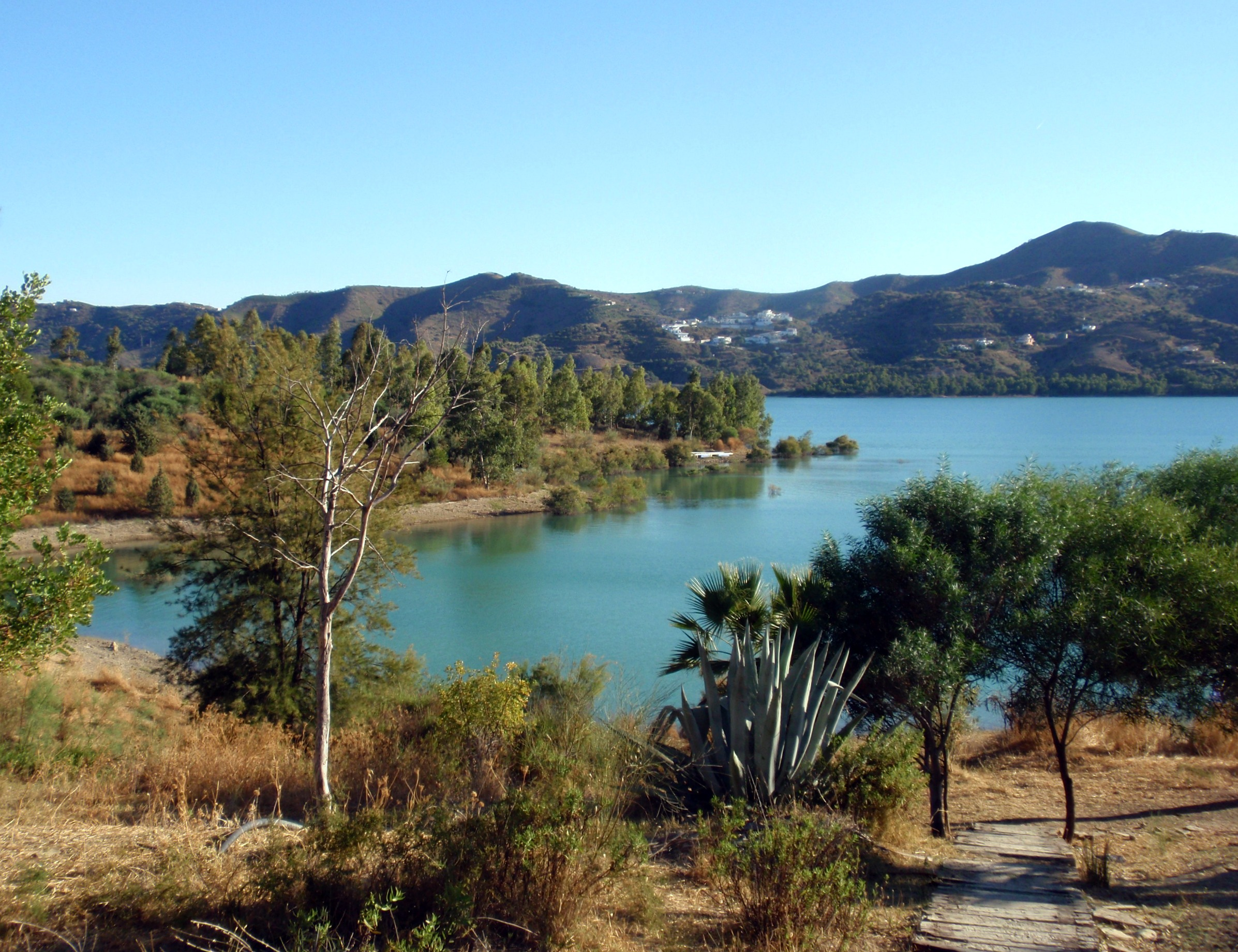

Het Embalse de La Viñuela is een stuwmeer in Spanje in Andalusië, provincie Málaga. Het meer is genoemd naar de gemeente La Viñuela waarin het meer gelegen is en wordt gevoed door de rivier de Río Guaro. De totale capaciteit van het meer bedraagt 170 hm³. Het stuwmeer bevoorraadt de gemeenten van de comarca Axarquía.
De bouw van de 460 m brede dam begon pas op 22 oktober 1982 en werd voltooid in 1989, het reservoir raakte in 1998 eerst volledig met water gevuld. Het meer met een oppervlakte van 565 ha heeft een lengte van 6,2 km. Het wateroppervlakte ligt op een hoogte van 285 meter en op het diepste punt is het meer 90 meter diep.  In 2023 zakte het restvolume van het meer in mei tot 10% van de maximale capaciteit, in augustus tot 8,4% (14 hm³). Hierdoor werden in de comarca Axarquía strenge beperkingen ingevoerd waaronder de stopzetting van de watervoorziening tijdens de nachtelijke uren en het verbod planten water te geven evenmin als zwembaden te vullen. 